# 王祥富
王祥富（1951年4月—），四川绵阳人，曾任空军副政委，中将军衔。第十届、十一届全国人大代表，中共十七大、十八大代表。2014年7月退役。
王祥富毕业西北大学国际经济法专业，1969年加入中国人民解放军，曾担任过空军第9军政治部主任、空军武汉基地政治委员等。2003年任空军政治部副主任，2005年任总政治部组织部部长。2009年起出任成都军区空军政治委员。2010年7月晋升空军中将。2012年起升任成都军区副政委兼成都军区空军政委。2012年12月任空军副政委。